# Japan op de Olympische Winterspelen 1936
Tijdens de Olympische Winterspelen van 1936, die in Garmisch-Partenkirchen (Duitsland) werden gehouden, nam Japan voor de derde keer deel.

## Deelnemers en resultaten

### Alpineskiën
| Olympiër        | Discipline     | Resultaat | Prestatie                                          |
| --------------- | -------------- | --------- | -------------------------------------------------- |
| Tsutomu Sekido  | combinatie (m) | dnf       | niet gefinisht afdaling: 7.23,4 slalom: 2.04,5+dns |
| Isamo Sekiguchi | combinatie (m) | dnf       | niet gefinisht afdaling: 6.48,6 slalom: 1.52,5+dns |
| Hiroshi Tadano  | combinatie (m) | dnf       | niet gefinisht afdaling: 7.58,6 slalom: 1.49,4+dns |

### Kunstrijden
| Olympiër           | Discipline | Resultaat | Prestatie               |
| ------------------ | ---------- | --------- | ----------------------- |
| Toshiichi Katayama | mannen     | 15e       | pc. 108,0; 347,4 punten |
| Kazuyoshi Oimatsu  | mannen     | 20e       | pc. 139,0; 333,2 punten |
| Zenjiro Watanabe   | mannen     | 21e       | pc. 147,0; 325,4 punten |
| Tsugio Hasegawa    | mannen     | 23e       | pc. 162,0; 314,6 punten |
| Etsuko Inada       | vrouwen    | 10e       | pc. 77,0; 368,1 punten  |

### Langlaufen
| Olympiër                                                 | Discipline            | Resultaat | Prestatie                               |
| -------------------------------------------------------- | --------------------- | --------- | --------------------------------------- |
| Tadao Okayama                                            | 50 km (m)             | 34e       | 4:30.28                                 |
| Tsutomu Sekido                                           | 18 km (m)             | 55e       | 1:32.48                                 |
| Hiroshi Tadano                                           | 18 km (m)             | 59e       | 1:35.28                                 |
| Hiroshi Tadano                                           | 50 km (m)             | 28e       | 4:10.23                                 |
| Ginzo Yamada                                             | 18 km (m)             | 56e       | 1:33.17                                 |
| Shinzo Yamada                                            | 18 km (m)             | 49e       | 1:31.28                                 |
| Ginzo Yamada Tsutomu Sekido Shinzo Yamada Hiroshi Tadano | 4x10 km estafette (m) | 12e       | 3:10.59 (51.38 / 45.49 / 45.57 / 47.35) |

### Noordse combinatie
| Olympiër        | Discipline | Resultaat | Prestatie                                                       |
| --------------- | ---------- | --------- | --------------------------------------------------------------- |
| Isamo Sekiguchi | mannen     | 29e       | 350,9 punten 18 km: 147,7 (1:32.40) schans: 203,2 (48,0+48,5 m) |
| Tsutomu Sekido  | mannen     | 35e       | 330,3 punten 18 km: 147,0 (1:32.48) schans: 183,3 (43,0+45,0 m) |
| Shinzo Yamada   | mannen     | 43e       | 278,8 punten 18 km: 153,6 (1:31.28) schans: 125,2 (38,5+46,0 m) |

### Schaatsen
| Olympiër          | Discipline   | Resultaat | Prestatie |
| ----------------- | ------------ | --------- | --------- |
| Yushoku Cho       | 5000 m (m)   | 27e       | 9.08,7    |
| Yushoku Cho       | 10.000 m (m) | 26e       | 19.00,1   |
| Shozo Ishihara    | 500 m (m)    | 4e        | 44,1      |
| Shozo Ishihara    | 1500 m (m)   | 19e       | 2.26,7    |
| Seien Kin         | 1500 m (m)   | 15e       | 2.25,0    |
| Seien Kin         | 5000 m (m)   | 21e       | 8.55,9    |
| Seien Kin         | 10.000 m (m) | 13e       | 18.02,7   |
| Reikichi Nakamura | 500 m (m)    | 11e       | 45,0      |
| Kunio Nando       | 500 m (m)    | 22e       | 46,6      |
| Kunio Nando       | 5000 m (m)   | 31e       | 9.20,1    |
| Seitoku Ri        | 500 m (m)    | 16e       | 45,9      |
| Seitoku Ri        | 1500 m (m)   | 23e       | 2.28,9    |
| Seitoku Ri        | 5000 m (m)   | 27e       | 9.08,7    |
| Seitoku Ri        | 10.000 m (m) | 25e       | 18.50,3   |
| Yasuo Kawamura    | 1500 m (m)   | 28e       | 2.29,6    |

### Schansspringen
| Olympiër       | Discipline | Resultaat | Prestatie                  |
| -------------- | ---------- | --------- | -------------------------- |
| Masaji Iguro   | mannen     | 7e        | 218,2 punten (74,5+72,5 m) |
| Iwao Miyajima  | mannen     | 31e       | 194,6 punten (63,5+63,5 m) |
| Goro Adachi    | mannen     | 46e       | 150,8 punten (73,0+71,0 m) |
| Shinji Tatsuta | mannen     | 46e       | 101,2 punten (73,5+77,0 m) |

### IJshockey
| Olympiër | Discipline | Resultaat | Prestatie                                                  |
| --- | ---------- | --------- | ---------------------------------------------------------- |
| Teiji Honma Masahiro Hayama Tatsuo Ichikawa Shinkichi Kamei Toshihiko Shoji Susumo Hirano Masatatsu Kitazawa Kenichi Furuya Kozue Kinoshita | mannen     | 9e        | voorronde: 0-3 Japan - Groot-Brittannië 0-2 Japan - Zweden |

Australië · België · Bulgarije · Canada · Duitsland · Estland · Finland · Frankrijk · Griekenland · Groot-Brittannië · Hongarije · Italië · Japan · Joegoslavië · Letland · Liechtenstein · Luxemburg · Nederland · Noorwegen · Oostenrijk · Polen · Roemenië · Spanje · Tsjecho-Slowakije · Turkije · Verenigde Staten · Zweden · Zwitserland